# E帶小行星

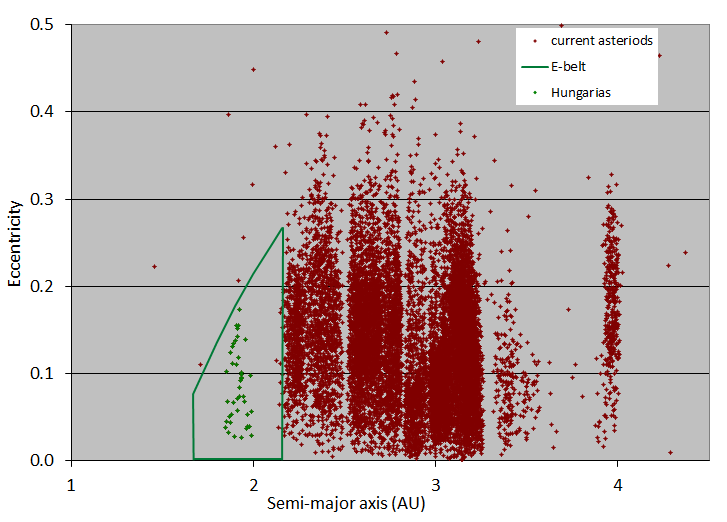
— E帶小行星，與現代的：
主帶小行星，和
匈牙利族小行星。

E帶小行星是原始小行星帶假設延伸的族群，被認為是後期重轟炸期期間形成月球撞擊盆地的大部分來源。

## E帶模型
E帶模型由威廉·F·博特克（英語：William F. Bottke）、大衛·沃克魯利茨基（英語：David Vokrouhlicky）、大衛·明頓（英語：David Minton）、大衛·奈斯沃尼（英語：David Nesvorný、亞歷山德羅·莫比代利（英語：Alessandro Morbidelli）、拉蒙·布拉瑟（英語：Ramon Brasser）、布魯斯·西蒙森（英語：Bruce Simonson）和哈羅德·利維森（英語：Harold F. Levison）開發。它在尼斯模型的框架內描述了早期小行星帶內部的動力學。

### 位置和穩定性
延伸帶小行星位於小行星帶當前的內邊界和火星的軌道之間，半長軸的範圍為1.7至2.1天文單位（AU）。在當前的太陽系中，該區域的大多數軌道都是不穩定的，這是因為存在著v6長期共振。然而，在尼斯模型中描述的巨行星遷移之前，外行星的構型會更緊湊，軌道接近圓形。對於處於這種構型的行星，v6長期共振將位於小行星帶之外。穩定的軌道將存在於2.1天文單位以內，原始小行星帶的內緣將由火星穿越軌道定義。

### 後期重轟炸期
在巨行星遷移過程中，當土星向外移動時，v6長期共振會向內移動。當到達2.1天文單位附近的當前位置時，v6長期共振和其它相關共振將使E帶小行星的軌道不穩定。  隨著它們的偏心率和傾角的增加，大多數會被驅動到行星交叉軌道上。在4億年的時間裏，E帶小行星的撞擊產生了12次形成盆地的月球撞擊中的9-10次，這些撞擊歸因於後期重轟炸期。

### 匈牙利族小行星
隨著軌道的演變，許多E帶小行星的軌道將與匈牙利族小行星的軌道相似，具有高傾角和1.8至2.0 AU的半長軸。由於這個區域的軌道是動態粘性的，這些物體將形成一個準穩定的儲層。由於這群E帶小行星從這個水庫中洩漏，在37億年前傳統的後期重轟炸結束後，它們將產生一個長期的撞擊尾部。一個約占原始E帶小行星0.1-0.4%的遺跡將保留為當前的匈牙利族小行星。

## 擴展帶的證據

### 後期重轟炸期替代來源的問題
來自月球的證據不支持外星子帶的彗星是形成月球撞擊盆地的來源。古代月球隕石坑的大小頻率分佈（英語：size frequency distribution，SFD）與主帶小行星的SFD相似，而不是彗星的SFD。從含有撞擊熔體的月球上回收的樣本具有一定的年齡範圍，而不是彗星產生後期重轟炸期時預期的尖銳峰值。 對這些樣本中高度親鐵元素的分析表明，與彗星相比，來自太陽系內部的撞擊物更吻合。
對巨型行星遷移過程中主小行星帶動力學的研究大大限制了源自該地區的撞擊物的數量。木星和土星軌道的快速變化對於再現當前的軌道分佈是必要的。這種情況會讓50%從主帶中移除的小行星只在月球上產生2-3個盆地。

### 支持E帶做為後期重轟炸期的來源
對從月球上取回的樣本進行的檢查表明，撞擊物是熱演化物體。E-型小行星，這類小行星的一個例子，在主帶並不常見。但是朝向內側小行星帶變得更常見，並且預期在E帶中最常見。匈牙利族小行星，包含相當一部分E-型小行星，是該模型中E帶的殘餘。
被捕獲到類匈牙利軌道上的E帶小行星數量的衰變產生了一個長期的撞擊尾部，這種撞擊在經歷後期重轟炸期延續下來。據推測，轟炸的持續將對地球和月球上希克蘇魯伯隕石坑大小的隕石坑盆地形成產生影響。月球上的撞擊坑和地球上發現的這一時期的撞擊球層與這些預測一致。
E帶模型預測，殘餘族群將留在類似匈牙利族小行星的軌道上。E帶小行星的初始數量是根據匈牙利族小行星中剩餘的潛在形成盆地撞擊物的數量計算的。這一結果與最近對行星遷移前主要小行星帶軌道密度的估計結果一致。